# 三义堂农场
三义堂农场是中国内蒙古自治区通辽市科尔沁区下辖的一个类似乡级单位。

## 行政区划
三义堂农场共辖以下地区：一分场、二分场、三分场、四分场和五分场。